# Alicia Penalba

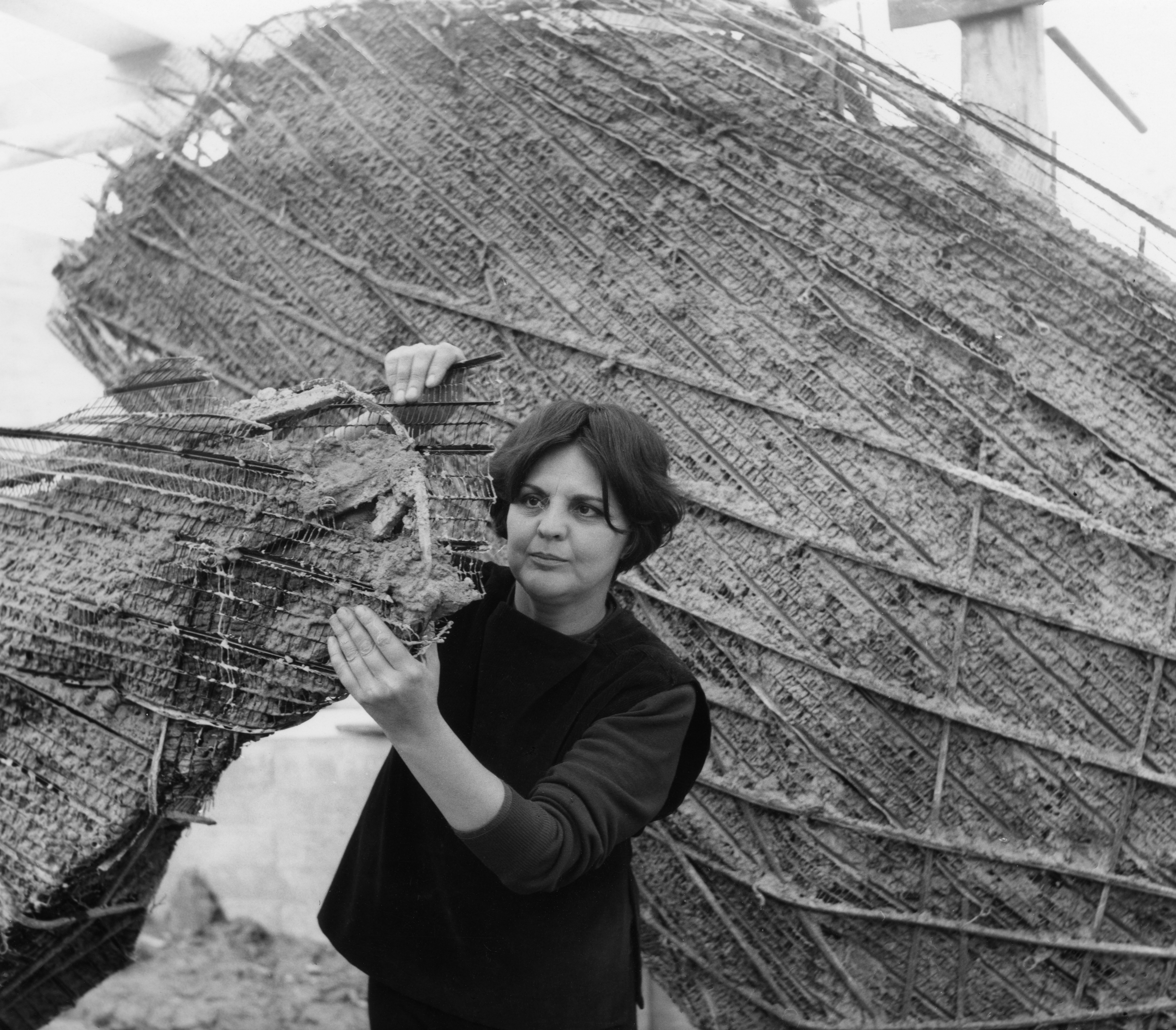
Alicia Penalba arbeitet an einer Betonplastik auf dem Campus der Hochschule St. Gallen (1963)

Alicia Penalba (* 9. August 1913 in San Pedro bei Buenos Aires, Argentinien; † 4. November 1982 in Paris, Frankreich) war eine argentinisch-französische Bildhauerin. Sie gehörte zu den bedeutenden Vertreterinnen der Abstrakten Kunst nach dem Zweiten Weltkrieg.

## Leben
Alicia Penalba zog 1948 mit einem Stipendium der Französischen Regierung nach Paris. Sie studierte 1949 bei Ossip Zadkine an der Académie de la Grande Chaumière in Paris und an der Academie Argentina de Bellas Artes in Buenos Aires. Sie wohnte und arbeitete den größten Teil ihres Lebens in Montrouge und Paris in Frankreich. Die erste Ausstellung ihrer Werke war 1955 im Salon des Réalités Nouvelles, ihre erste Einzelausstellung in Paris in der Galerie du Dragon.
In den 1950er und 1960er Jahren bekam ihre Kunst internationale Anerkennung. Sie war – unter anderem – Teilnehmerin der documenta 2 im Jahr 1959 und auch der documenta 3 1964 in Kassel und gewann den Preis für Skulptur der Biennale von São Paulo 1961. Ihre Werke – vornehmlich abstrakte Bronzeskulpturen, die Naturformen entlehnt waren – wurden auf zahlreichen Ausstellungen weltweit gezeigt.

## Werke (Auswahl)

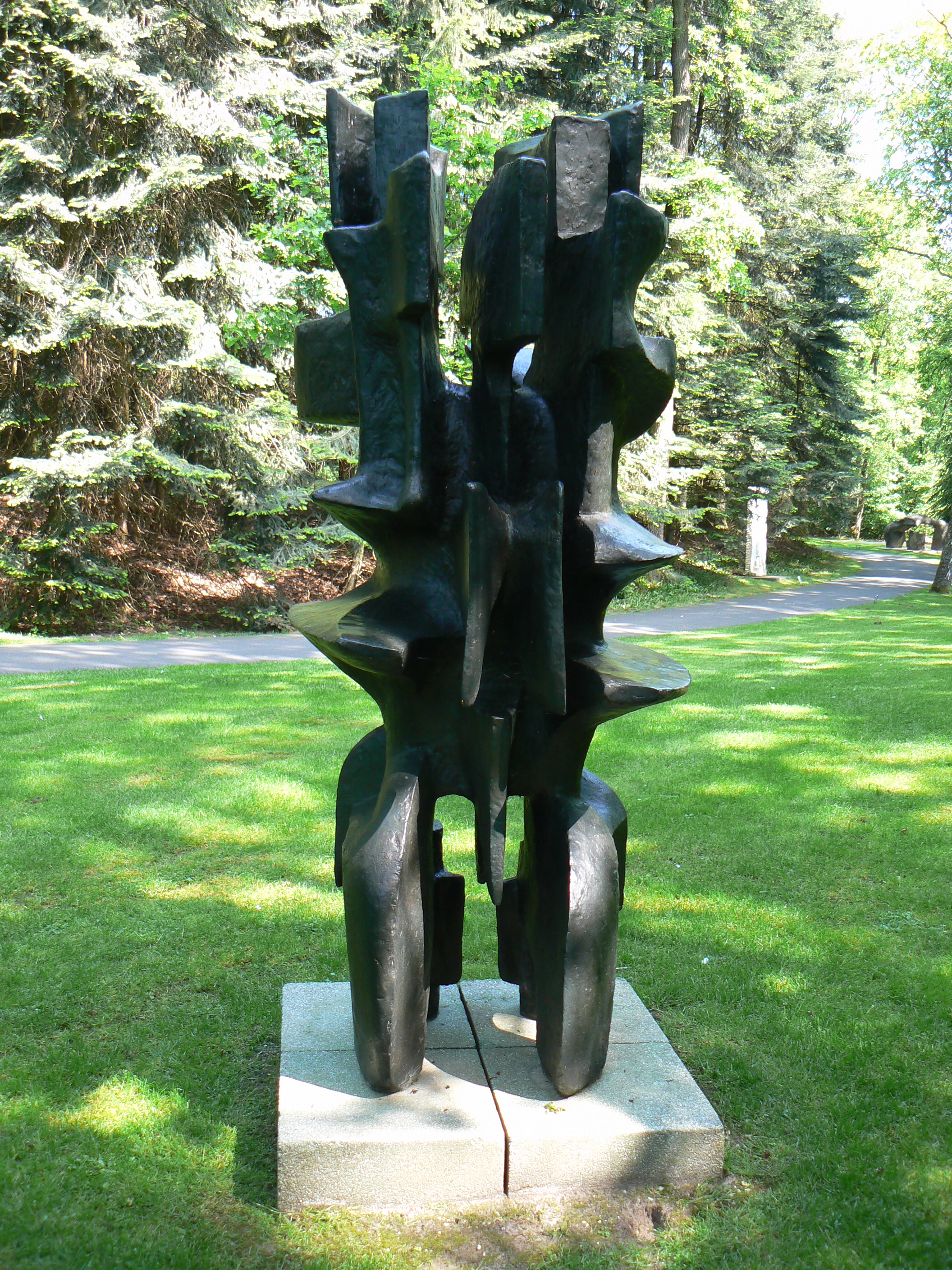
Skulptur „Grand double (1962/4)“ von Alicia Penalba

- 1963: Betonplastik, Hochschule St. Gallen[1]

- 1966/67: Bronzeplastik „Grande Absente“, Eingangsbereich des Schulhofes der Sekundarschule Soest

## Ausstellungen
- Museo de Arte Latinoamericano de Buenos Aires: Alicia Penalba. Sculptress. Oktober 2016 bis Februar 2017[2]